# Le Mémont
 Le Mémont  es una población y comuna francesa, en la región de Franco Condado, departamento de Doubs, en el distrito de Montbéliard y cantón de Le Russey.

## Demografía[3]
| 103 | 104 | 103 | 107 | 119 | 123 | 102 | 100 | 99 | 78 | 85 | 79 | 95 | 94 | 87 | 65 | 65 | 74 | 88 | 66 | 65 | 59 | 68 | 43 | 46 | 57 | 59 | 50 | 43 | 37 | 27 | 24 | 30 | 38 |
| Para los censos de 1962 a 1999 la población legal corresponde a la población sin duplicidades (Fuente: INSEE [Consultar]) |     |     |     |     |     |     |     |    |    |    |    |    |    |    |    |    |    |    |    |    |    |    |    |    |    |    |    |    |    |    |    |    |    |